# Jacques-Henri Muracciole
Jacques-Henri Muracciole (né en 1948) est un ancien joueur de Scrabble. Il a remporté le titre du Champion du monde en 1981 à Montreux en Suisse avec 21 points d'avance sur le Français Marc Esquerré. Ce fut la seule fois où il est apparu dans les dix premiers du championnat ; il est le seul joueur à l'avoir fait.

## Palmarès
- 1983 : 5e au championnat de France à Thionville[1]
- 1981
  - Champion du monde de Scrabble [2],[3] avec un score négatif de -73[4],[5]. Jacques-Henri Muracciole est, à la date de sa victoire en championnat du monde, licencié au club de Paris-Etoile[6].
  - 7e au championnat de France à Rouen[7].